# Статоцисти

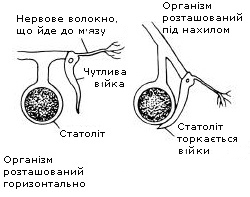
Статоцист (у складі ропалію) сцифоїдних медуз

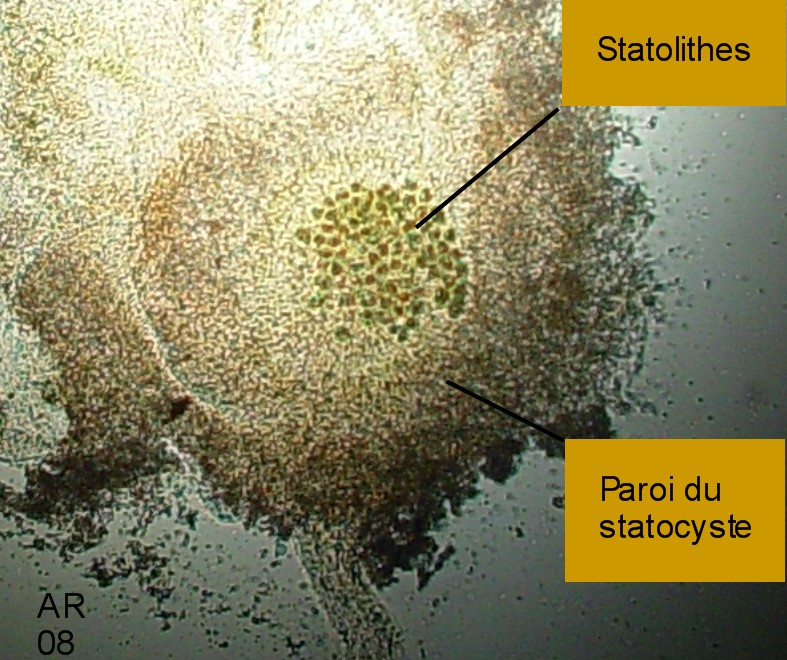
Статоцист поліхети Arenicola marina у розрізі. Темні об'єкти всередині — статоліти; зовні позначено стінку статоциста.

Статоцист (від дав.-гр. στᾰτός — «той, що стоїть» и κύστις — «міхур») — орган чуття багатьох безхребетних, що забезпечує відчуття рівноваги.
Статоцисти мають вигляд занурених під покрив тіла пухирців, іноді ямок чи колбоподібних випинань покривів (у медуз та морських їжаків). Заповнені рідиною, містять всередині отоліти (статоліти) — мінералізовані утворення, які при зміні положення тіла зміщуються, подразнюючи чутливі війчасті клітини. Від них передається нервовий імпульс до нервової системи.

## Розповсюдження в тваринному світі
Групи тварин, що мають статоцисти, розподілені по філогенетичному дереву дуже «плямисто»: ймовірно, в деяких групах ці органи виникали незалежно, а в багатьох — втрачалися. Статоцисти є у (деяких або всіх) представників таких типів:
- Кнідарії (тільки на стадії медузи[1]):

- Сцифоїдні та кубомедузи (статоцисти входять до складу ропаліїв),
- Гідроїдні (при основі щупалець),

- Реброплави (статоцист — головний складник їх аборального органу),
- Плоскі черви (ряди Catenulida і Seriata), втім, їх статоцисти не мають чутливих війок;
- Ацеломорфи,
- Немертини (деякі дрібні види ряду Hoplonemertea[1]),
- Кільчасті черви (деякі поліхети, а також олігохета Grania[1]),
- Брахіоподи (деякі),
- Молюски:

- Двостулкові,
- Черевоногі,
- Головоногі (підрахунок «річних кілець» на статолітах — основний спосіб визначення віку гігантських кальмарів),

- Членистоногі — багато представників класу Malacostraca підтипу Ракоподібні (наприклад, річковий рак відомий тим, що спеціально вводить піщинки-статоліти у статоцисти після кожного линяння[2]),
- Голкошкірі — у деяких голотурій (ряд Apodida); зазвичай статоцистами називають і сферидії морських їжаків, що навряд чи гомологічні статоцистам голотурій[1];
- Ксенотурбелліди (статоцист — єдиний чітко оформлений орган цих тварин),
- Хордові (у личинок асцидій).

У хребетних ті ж функції виконує вестибулярний апарат, у складі якого є, серед іншого, й отолітовий апарат.